# Chrysosoma ituriense
Chrysosoma ituriense är en tvåvingeart som beskrevs av Octave Parent 1933. Chrysosoma ituriense ingår i släktet Chrysosoma och familjen styltflugor.
Artens utbredningsområde är Malawi. Inga underarter finns listade i Catalogue of Life.